# Pedro Aurives
Pedro Aurives (c.1080-c.1173), também conhecido como Pedro Ourives Bracarense, foi um ourives e mecenas, natural de Braga, Portugal.

## Biografia
Muito sobre a sua vida é desconhecido, no entanto, sabe-se que o seu pai também era ourives e que, provavelmente o seu avô também o foi, juntamente com os seus ascendentes. Provavelmente, nasceu pelo ano de 1080 e sabemos que casou com D. Elvira Mides, através de um instrumento de compra e venda de uma propriedade, à ilharga do Rio Este, assinado no dia 13 de Abril de 1108. No entanto, seguintes documentos não afirmam se possuíram descendentes como seria costume na época.
É nos assegurado que os arcebispos D. Paio Mendes (1118-1137) e D. João Peculiar (1138-1175) tiveram este ourives sobre o seu serviço. Possivelmente, também trabalhou para São Geraldo de Braga (1095-1108) e para D. Maurício Burdino (1111-1118). O seu pai, por sua vez, provavelmente teria trabalhado para D. Pedro de Braga (1071-1096).
D. Paio Mendes, relata através do Liber Fidei, num documento de 22 de Abril de 1131, que ele teria isentado Pedro Ourives Bracarense do pagamento do tributo de uma herdade, em razão dos serviços prestados por ele à Sé Catedral de Braga, no fabrico de alfaias de ouro e prata e outros metais. Este privilégio foi repetido, por D. João Peculiar, a 4 de Outubro de 1142. Igualmente, noutro documento do Liber Fidei, é referido que D. João Peculiar recebera por parte de Pedro Ourives Bracarense «100 libras de bronze [49 kg], uma mula avaliada em dezasseis morabitinos e sete morabitinos de ouro» que se aplicara na fundação de um grande sino.
Pedro Aurives e a sua mulher, tornaram-se grandes beneméritos da cidade, tendo mandado construir um hospital para acolher os pobres, e doado vários bens necessários à sua sustentação a 19 de julho de 1145. A administração deste hospital foi entregue à Ordem do Templo, mediante intervenção de D. João Peculiar e do Cabido de Braga. Junto ao Hospital o casal mandou construir uma igreja, escolhendo para orago S. João, e dotaram-na de património para assegurar a sua conservação e pagar as despesas do culto.
Existe registada a presença de um cálice de ouro que teria sido hipotecado pela Catedral a um Paio Guterres pela soma de 100 morabitinos. Este tê-lo-ia legado à Ordem do Templo como penhor da dívida do Arcebispo e do Cabido. Porém, em 19 de Julho de 1145, a Ordem do Templo entrega esse cálice de volta à Catedral, aquando da confirmação da carta de cedência do hospital. O cálice volta à mão do ourives, a 9 de fevereiro de 1150, sendo este resgate a razão pela qual se pensa que Pedro Aurives o fez. Este cálice é provavelmente aquele que fora encomendado por Gueda Mendes, para o Mosteiro de São Miguel de Refojos de Basto.
Em 12 de junho de 1161, Pedro Aurives doa à Sé de Braga o novo templo por ele mandado construir, a Igreja de S. João do Souto, com todos os seus bens, em reconhecimento à sua elevação a paróquia. 
Sabe-se que pelo ano de 1161, Pedro Aurives já estaria viúvo, tendo D. João Peculiar lhe concedido uma prebenda igual à das dignidades do Cabido juntamente com vários bens de forma vitalícia.
Este homem ilustre acaba por falecer por volta do ano de 1173, sendo ele e a sua mulher enterrados na Igreja de S. João do Souto.

## Obras
Apenas uma das obras que restam deste ourives se encontra em Braga, sendo atualmente conservada no Museu do Tesouro de Arte Sacra da Sé de Braga: a crossa do báculo de S. Geraldo, sendo possível encontrá-la na Sala 14 do dito museu. O cálice de ouro de Gueda Mendes, atualmente encontra-se no Museu Machado de Castro, em Coimbra. Nesse mesmo museu, existe outro báculo de S. Teotónio (que foi prior do Mosteiro de Santa Cruz de Coimbra), que se presume que Pedro Aurives foi também autor. No Museu Nacional de Arte Antiga, existe ainda outro báculo que pertenceu à Ermida de Castelo de Paiva, que também é possível que seja por autoria deste ourives. 

## Legado
No documento de 12 de junho de 1161, fala-se de um forno que ficava no extremo da "Rua Nova", a partir do postigo que daria acesso à vinha dos Cónegos, que estará na origem do topónimo da atual Rua do Forno, que era, antes da posse de Pedro Aurives, conhecido por forno da Infanta D. Sancha.
Igualmente, existe atualmente uma rua batizada com o seu nome no distrito de Maximinos, em Braga, perto das Termas Romanas e do Museu de Arqueologia D. Diogo de Sousa.